# 青藍賞
青藍賞（せいらんしょう）は岩手県競馬組合が施行する地方競馬の重賞競走（平地競走）である。正式名称は「IBC杯 青藍賞」、IBC岩手放送が優勝杯を提供している。競走名はことわざ「青は藍より出でて 藍より青し」を意味する青藍から。

## 概要
サラブレッド系4歳（現3歳）馬が5歳（現4歳）以上の古馬に挑戦できるダート2000mの重賞競走として、1993年に岩手県競馬組合設立30周年を記念して「サンケイスポーツ杯 青藍賞」の名称で創立。1996年からは施行場を盛岡競馬場に変更されたが、1998年からは施行場を水沢競馬場に戻す。
2000年からは施行距離を現在のダート1600mに変更、更に東北交流競走として施行、上山所属、新潟所属の競走馬が出走可能になり、かつマイルチャンピオンシップ南部杯のトライアル競走に指定され、優勝馬にマイルチャンピオンシップ南部杯への優先出走権が与えられる様になり、あわせて2008年からJBCスプリント、JBCクラシックのいずれかの競走の出走馬選定の対象馬として選出される。
2002年では東日本・九州地区交流競走として施行され、2003年から2010年までは地方競馬の全国交流競走として施行された（但し、2007年は馬インフルエンザ発生の影響で、岩手所属馬のみで施行）。
2007年からは施行場を盛岡競馬場に再び変更され、更に優勝杯の提供を産業経済新聞社（産経新聞社）からIBC岩手放送に変更され、名称を「サンケイスポーツ杯 青藍賞」から「IBC杯 青藍賞」に変更された。それまでIBC岩手放送は「栗駒賞」（2006年まで）での優勝杯を提供していた。なお、産業経済新聞社は2007年からは北上川大賞典の優勝杯を提供している。2009年からは施行場を水沢競馬場に戻す。2011年は盛岡競馬場で施行されたが、2012年から2018年までは水沢競馬場での開催となった。2019年からは再び盛岡競馬場での開催となるも、2023年は水沢競馬場に戻される。
2016年に岩手競馬で重賞格付け制度が開始され、M2に格付けされた。
また、2009年から2016年までスタリオンシリーズ競走に指定されていた。

### 条件・賞金等（2024年）
出走条件
サラブレッド系3歳以上。岩手所属。
負担重量
定量、3歳55kg、4歳以上57kg、牝馬2kg減
賞金等
賞金額は1着350万円、2着122万5000円、3着70万円、4着45万5000円、5着24万5000円で、着外手当1万7500円。
優先出走権付与
優勝馬にマイルチャンピオンシップ南部杯の優先出走権が付与される。
副賞
IBC岩手放送社賞、奥州市長賞、開催執務委員長賞

## 歴史
- 1993年 - 水沢競馬場のダート2000mの4歳（現3歳）以上の岩手所属馬限定の重賞競走「サンケイスポーツ杯 青藍賞」として創設。
- 1995年
  - モリユウプリンスが当競走で史上初の2度目の優勝。
  - 小林俊彦が騎手として史上初の3連覇。
- 1996年 - 施行場を盛岡競馬場のダート2000mに変更。
- 1998年
  - 施行場を水沢競馬場のダート2000mに戻す。
  - 菅原勲が騎手として史上2人目の連覇。
- 2000年
  - 施行距離を現在のダート1600mに変更。
  - この年から東北地区交流競走として施行、出走条件を「サラブレッド系4歳（現3歳）以上の岩手・上山・新潟所属馬」に変更。
  - マイルチャンピオンシップ南部杯のトライアル競走に指定され、優勝馬にマイルチャンピオンシップ南部杯への優先出走権が付与されるようになる。
- 2001年 - 馬齢表示の国際基準への変更に伴い、出走条件を「サラブレッド系4歳以上の岩手・上山・新潟所属馬」から「サラブレッド系3歳以上の岩手・上山・新潟所属馬」に変更。
- 2002年
  - この年のみ、東日本・九州地区交流競走として施行、出走条件を「サラブレッド系3歳の北海道・岩手・上山・北関東・南関東・九州所属馬」に変更。
  - トーホウエンペラーが史上初の連覇、かつ当競走で史上2頭目の2度目の優勝。
  - 千葉四美が調教師として史上初の連覇。
- 2003年
  - この年から地方競馬全国交流競走として施行、出走条件を「サラブレッド系3歳以上の地方所属馬」に変更。
  - 菅原勲が騎手として史上2度目の連覇。
- 2007年
  - 施行場を盛岡競馬場のダート1600mに変更。
  - 優勝杯の提供を産業経済新聞社からIBC岩手放送に変更。それに伴い、名称を「サンケイスポーツ杯 青藍賞」から「IBC杯 青藍賞」に変更。
  - 馬インフルエンザの影響により岩手所属馬のみで施行。
- 2008年 - JBC指定競走に指定。
- 2009年
  - 施行場を水沢競馬場のダート1600mに戻す。
  - スタリオンシリーズ競走に指定。
- 2011年 - 東日本大震災による水沢競馬場の閉鎖により盛岡競馬場で施行。
- 2013年
  - 千葉幸喜が調教師として史上2人目の連覇。
- 2016年 - 岩手競馬において重賞格付け制度がスタートし、M2に格付けされる。
- 2017年 - スタリオンシリーズから外れる。
- 2019年 - 施行場を盛岡競馬場のダート1600mに変更。
- 2023年 - 施行場を水沢競馬場に変更。

### 歴代優勝馬
| 回数   | 施行年月日     | 競馬場 | 距離    | 優勝馬             | 性齢  | 所属 | タイム | 優勝騎手 | 管理調教師 | 馬主                                   |
| ------ | -------------- | ------ | ------- | ------------------ | ----- | ---- | ------ | -------- | ---------- | -------------------------------------- |
| 第1回  | 1993年8月15日  | 水沢   | ダ2000m | モリユウプリンス   | 牡4   | 水沢 | 2:10.0 | 小林俊彦 | 千葉四美   | 森山恭子                               |
| 第2回  | 1994年9月11日  | 水沢   | ダ2000m | キクノホープ       | 牡6   | 盛岡 | 2:11.3 | 小林俊彦 | 熊谷昇     | 小原巖                                 |
| 第3回  | 1995年9月24日  | 水沢   | ダ2000m | モリユウプリンス   | 牡6   | 水沢 | 2:12.1 | 小林俊彦 | 千葉四美   | 森山恭子                               |
| 第4回  | 1996年10月27日 | 盛岡   | ダ2000m | シャマードシンボリ | 牡8   | 盛岡 | 2:09.2 | 関本浩司 | 櫻田浩三   | 西村正                                 |
| 第5回  | 1997年10月11日 | 盛岡   | ダ2000m | エーブアゲイン     | 牡6   | 水沢 | 2:09.5 | 菅原勲   | 村上昌幸   | 池田草龍                               |
| 第6回  | 1998年9月27日  | 水沢   | ダ2000m | サンアドマイヤ     | 牡5   | 盛岡 | 2:08.7 | 菅原勲   | 小西重征   | 松井淳二                               |
| 第7回  | 1999年9月23日  | 水沢   | ダ2000m | バンチャンプ       | 牡6   | 盛岡 | 2:09.1 | 佐藤雅彦 | 平澤芳三   | 佐々木誠吾                             |
| 第8回  | 2000年9月10日  | 水沢   | ダ1600m | ランニングメイト   | 牡5   | 盛岡 | 1:40.3 | 菅原勲   | 小西重征   | （株）岩手富士サラブレット育成センター |
| 第9回  | 2001年9月16日  | 水沢   | ダ1600m | トーホウエンペラー | 牡5   | 水沢 | 1:40.3 | 村上忍   | 千葉四美   | 東豊物産（株）                         |
| 第10回 | 2002年9月15日  | 水沢   | ダ1600m | トーホウエンペラー | 牡6   | 水沢 | 1:42.7 | 菅原勲   | 千葉四美   | 東豊物産（株）                         |
| 第11回 | 2003年9月14日  | 水沢   | ダ1600m | トーヨーデヘア     | 牡6   | 盛岡 | 1:41.5 | 菅原勲   | 小西重征   | 藤田利勝                               |
| 第12回 | 2004年9月12日  | 水沢   | ダ1600m | タイキシェンロン   | 牡6   | 水沢 | 1:42.6 | 板垣吉則 | 佐々木由則 | 甲斐利元                               |
| 第13回 | 2005年9月11日  | 水沢   | ダ1600m | エアウィード       | 牡5   | 水沢 | 1:42.2 | 菅原勲   | 鈴木七郎   | 千葉浩                                 |
| 第14回 | 2006年9月10日  | 水沢   | ダ1600m | ウツミジョーダン   | 牡6   | 水沢 | 1:42.1 | 小林俊彦 | 村上佐重喜 | 内海政行                               |
| 第15回 | 2007年9月9日   | 盛岡   | ダ1600m | サイレントエクセル | 牝4   | 水沢 | 1:38.7 | 板垣吉則 | 千葉博     | 道地房男                               |
| 第16回 | 2008年9月15日  | 盛岡   | ダ1600m | トーホウライデン   | 牡6   | 水沢 | 1:40.5 | 高橋悠里 | 千葉四美   | 東豊物産（株）                         |
| 第17回 | 2009年9月13日  | 水沢   | ダ1600m | マヨノエンゼル     | 牡3   | 盛岡 | 1:41.6 | 小林俊彦 | 葛西勝幸   | 倉口吉太郎                             |
| 第18回 | 2010年9月13日  | 水沢   | ダ1600m | マイネベリンダ     | 牝5   | 盛岡 | 1:39.1 | 齋藤雄一 | 小西重征   | 新井昭二                               |
| 第19回 | 2011年9月12日  | 盛岡   | ダ1600m | ゴールドマイン     | セン7 | 盛岡 | 1:39.0 | 山本政聡 | 櫻田浩三   | 山本武司                               |
| 第20回 | 2012年9月17日  | 水沢   | ダ1600m | カミノヌヴォー     | 牡4   | 水沢 | 1:41.4 | 阿部英俊 | 千葉幸喜   | 宇賀神英子                             |
| 第21回 | 2013年9月16日  | 水沢   | ダ1600m | ロッソコルサ       | 牡4   | 水沢 | 1:39.6 | 村上忍   | 千葉幸喜   | 大久保和夫                             |
| 第22回 | 2014年9月14日  | 水沢   | ダ1600m | コミュニティ       | 牡4   | 盛岡 | 1:43.0 | 山本政聡 | 櫻田浩三   | 西村專次                               |
| 第23回 | 2015年9月13日  | 水沢   | ダ1600m | ナムラタイタン     | 牡9   | 水沢 | 1:39.9 | 坂口裕一 | 村上昌幸   | 岩渕道良                               |
| 第24回 | 2016年9月11日  | 水沢   | ダ1600m | シークロム         | 牡4   | 水沢 | 1:41.2 | 阿部英俊 | 千葉幸喜   | 大久保和夫                             |
| 第25回 | 2017年9月10日  | 水沢   | ダ1600m | チェリーピッカー   | 牡4   | 水沢 | 1:43.6 | 山本聡哉 | 畠山信一   | 由利一郎                               |
| 第26回 | 2018年9月9日   | 水沢   | ダ1600m | エンパイアペガサス | 牡5   | 水沢 | 1:39.2 | 菅原俊吏 | 佐藤祐司   | 佐藤信廣                               |
| 第27回 | 2019年9月8日   | 盛岡   | ダ1600m | エンパイアペガサス | 牡6   | 水沢 | 1:38.3 | 菅原俊吏 | 佐藤祐司   | 佐藤信廣                               |
| 第28回 | 2020年9月13日  | 盛岡   | ダ1600m | ヒガシウィルウィン | 牡6   | 水沢 | 1:38.6 | 山本聡哉 | 菅原勲     | （株）MMC                              |
| 第29回 | 2021年9月12日  | 盛岡   | ダ1600m | ヒガシウィルウィン | 牡7   | 水沢 | 1:40.4 | 山本聡哉 | 菅原勲     | （株）MMC                              |
| 第30回 | 2022年9月11日  | 盛岡   | ダ1600m | ゴールデンヒーラー | 牝4   | 水沢 | 1:38.0 | 山本聡哉 | 佐藤祐司   | 平賀敏男                               |
| 第31回 | 2023年9月10日  | 水沢   | ダ1600m | ゴールデンヒーラー | 牝5   | 水沢 | 1:39.3 | 山本政聡 | 佐藤祐司   | 平賀敏男                               |
| 第32回 | 2024年9月16日  | 水沢   | ダ1600m | ヒロシクン         | セン5 | 水沢 | 1:39.3 | 高松亮   | 佐藤雅彦   | 瀬谷隆雄                               |

※馬齢は2000年以前についても現表記を用いる。

#### 各回競走結果の出典
- 青藍賞 歴代優勝馬 - 地方競馬全国協会
- JBISサーチ
  - 1993年、1994年、1995年、1996年、1997年、1998年、1999年、2000年、2001年、2002年、2003年、2004年、2005年、2006年、2007年、2008年、2009年、2010年、2011年、2012年、2013年、2014年、2015年、2016年、2017年、2018年、2019年、2020年、2021年、2022年、2023年、2024年